# Брег при Литији
Брег при Литија (словен. Breg pri Litiji) је насељено место у општини Литија, Засавска регија, Словенија.

## Историја
До територијалне реорганизације у Словенији био је у саставу старе општине Литија.

## Становништво
У попису становништва из 2011. године, Брег при Литији је имао 225 становника.
| Број становника према пописима | Број становника према пописима | Број становника према пописима |
| ------------------------------ | ------------------------------ | ------------------------------ |
| 1991                           | 2002                           | 2011                           |
| 187                            | 196                            | 225                            |

Напомена: До 1953. исказивано под именом Брег. Године 1995. смањен за део насеља који је проглашен за ново самостално насеље Загорица. Године 2006. увећан за део насеља Загорица.

## Галерија
- црквени торањ
- сеоске куће